# Qualificazioni al campionato mondiale di calcio 2010 - CAF - Seconda fase, gruppo 3

## Classifica
| Paese  | P.ti | G | V | P | S | GF | GS | DR |
| ------ | ---- | - | - | - | - | -- | -- | -- |
| Benin  | 12   | 6 | 4 | 0 | 2 | 12 | 8  | 4  |
| Angola | 10   | 6 | 3 | 1 | 2 | 11 | 8  | 3  |
| Uganda | 10   | 6 | 3 | 1 | 2 | 8  | 9  | -1 |
| Niger  | 3    | 6 | 1 | 0 | 5 | 5  | 11 | -6 |

- Il  Benin passa alla fase finale.

## Risultati

### Primo turno
| Arbitro: | Divine Evehe |

|             |           |  |
| Sekagya 53’ | Marcatori |  |

| Arbitro: | Jérôme Damon |

|                                |           |  |
| Flávio 62’ Job 81’ Medonca 86’ | Marcatori |  |

### Secondo turno
| Arbitro: | Slim Jedidi |

|             |           |                     |
| Alassane 3’ | Marcatori | 30’ Flávio 71’ Asha |

| Arbitro: | Ousmane Karembe |

|                                                  |           |             |
| Omotoyossi 16’ 87’ O. Tchomogo 21’ Sessegnon 70’ | Marcatori | 9’ Sseppuya |

### Terzo turno
| Arbitro: | Djamel Haimoudi |

|  |           |                                |
|  | Marcatori | 54’ S. Tchomogo 70’ Omotoyossi |

| Arbitro: | Eddy Maillet |

|                                       |           |               |
| Sseppuya 6’ Mwesigwa 18’ Wagaluka 73’ | Marcatori | 91’ Mantorras |

### Quarto turno
| Arbitro: | Jean Claude Nyiongabo |

|                                |           |  |
| Ahouéya 45’ Oumarou 53’ (aut.) | Marcatori |  |

| Luanda 23 giugno 2008, ore 15.30 | Angola    | 0 – 0 referto | Uganda | Estádio dos Coqueiros (16.000 spett.)\| Arbitro: \| Sule Mana \| |
| Arbitro:                         | Sule Mana |               |        |                                                                  |

### Quinto turno
| Arbitro: | Mohamed Benouza |

|                              |           |                     |
| Adenon 1’ Omotoyossi 52’ 65’ | Marcatori | 12’ Flávio 84’ Locó |

| Arbitro: | Joseph Lamptey |

|                               |           |          |
| Alhassane 68’ 86’ Kamilou 88’ | Marcatori | 33’ Obua |

### Sesto turno
| Arbitro: | Michel Gasingwa |

|                                               |           |            |
| Daouda 53’ (aut.) Gilberto 66’ Zé Kalanga 70’ | Marcatori | 19’ Mallam |

| Arbitro: | Essam Abd El Fatah |

|               |           |                |
| Massa 50’ 53’ | Marcatori | 30’ Omotoyossi |